# Emma Cons

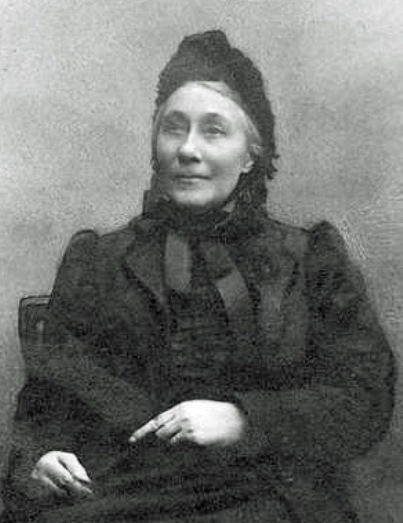
Emma Cons, 1897

Emma Cons (* 4. März 1838 in St Pancras, London; † 24. Juli 1912 in Hever, Kent) war eine englisch-britische Unternehmerin, Sozialreformerin, Theaterleiterin und Aktivistin für das Frauenwahlrecht. Sie setzte sich auch für Bildungschancen für die Arbeiterklasse ein, unter anderem durch kostengünstige Eintrittskarten für Shakespeare-Dramen im Old Vic Theatre, das sie 1880 eröffnete und das später von ihrer Nichte Lilian Baylis geleitet wurde.

## Leben
Cons wurde als zweite Tochter von fünf Kindern von Frederick Cons (1810–1870), Klavierbauer bei Broadwoods, und seiner Frau Esther, geborene Goodair († 1882), Tochter eines Mühlenbesitzers aus Stockport, geboren.
Sie absolvierte eine Ausbildung zur Künstlerin und trat der Ladies' Co-operative Art Guild in London bei, die von Caroline Hill, der Mutter von Octavia Hill, geleitet wurde. Da Cons Vater gesundheitlich angeschlagen war, musste sie arbeiten, und die Guild verhalf ihr zu einer Anstellung als Buchmalerin und zur Restaurierung von Manuskripten für John Ruskin. 
Durch einen Besuch in der Schweiz angeregt, erlernte sie die Fähigkeit der Uhrengraveurin. Mit weiteren Frauen, die sie zum selben Schritt ermuntert hatte, gründeten sie eine Genossenschaft für Uhrengravuren in Clerkenwell. Die Unternehmigungen wurde aber von männlichen Konkurrenten, am Ende gewalttätig, angefeindet, so dass die Genossenschaft gezwungen war, wegen verhinderter Aufträge zu schließen.
Cons war danach die erste Frau, die von der renommierten Glasmalerei-Firma James Powell and Sons eingestellt wurde, aber die männlichen Kollegen sabotierten ihre Arbeit absichtlich, bis Firmenbesitzer Arthur Powells persönlich eingriff. Einer ihrer wichtigsten Aufträge bei Powells war die Restaurierung der Buntglasfenster in der Kapelle des Merton College, wofür sie Anfang der 1860er Jahre zwei Jahre lang in Oxford war.
Ab 1864 arbeitete Cons für Octavia Hill als Mietkassiererin. Später zog Cons nach Südlondon und gründete 1879 die South London Dwellings Company in Lambeth, nahe dem Bahnhof Waterloo.
Nach dem Municipal Corporations Act 1882 waren einige Frauen zwar bei Kommunalwahlen wahlberechtigt, durften aber nicht in den Stadtrat einziehen. Der Local Government Act 1888, mit dem die County Councils geschaffen wurden, wurde jedoch von einigen so interpretiert, dass Frauen in diese neuen Gremien gewählt werden konnten. 1889 wurde Cons daher zusammen mit Jane Cobden und Margaret Sandhurst als eine der ersten weiblichen Nominierten für den London County Council (LCC) nominiert. Trotz der Einwände der Konservativen wurden die Nominierungen der Frauen von den örtlichen Wahlleitern akzeptiert. Cobden (für Bow und Bromley) und Sandhurst (für Brixton) wurden gewählt. Cons war nicht gewählt worden, wurde aber von den Progressiven des LCC zur Stadträtin (Alderman) gewählt.
Die Frauen nahmen ihre Plätze im ersten Stadtrat ein. Fast unmittelbar setzen jedoch Anfechtungen gegen ihre Wahl ein, die nicht zu eindeutigen Ergebnissen führten. Im letzten dieser Verfahren, leitete der konservative Abgeordnete für Westminster, Walter De Souza, ein Gerichtsverfahren gegen Cons und Cobden ein. Er argumentierte, da sie unrechtmäßig ausgewählt bzw. gewählt worden seien, sei auch ihr Abstimmungsverhalten im Rat unrechtmäßig gewesen, so dass sie zu hohen Geldstrafen zu verurteilen seien. Vor Gericht entschied der Richter gegen beide Frauen, doch in der Berufung im April 1891 wurden die Strafen von ursprünglich 250 Pfund auf nominell 5 Pfund reduziert. Zudem wurde entschieden, dass Cons und Cobden zwar rechtmäßig Mitglieder des Stadtrats sein konnten, aber nicht wählen durften.
Danach setzte sich Cons energisch für das Frauenwahlrecht ein und arbeitete im Committee for the Return of Women as Councillors mit, wurde Vizepräsidentin der Women’s Local Government Society und Vizepräsidentin der Women’s Liberal Federation.
Cons half auch bei der Gründung des Swanley Horticultural College (das 1892 mit dem Wye College fusionierte, das später zum Imperial College London gehörte und 2009 geschlossen wurde), dem ersten College für Frauen.
Cons gründete auch das Working Girls Home, ein Wohnheim in der Drury Lane in London, und sie richtete verschiedene Kinderkrippen und Kliniken für Frauen ein, darunter das so genannte Home for Feeble-Minded Girls in Bodmin.

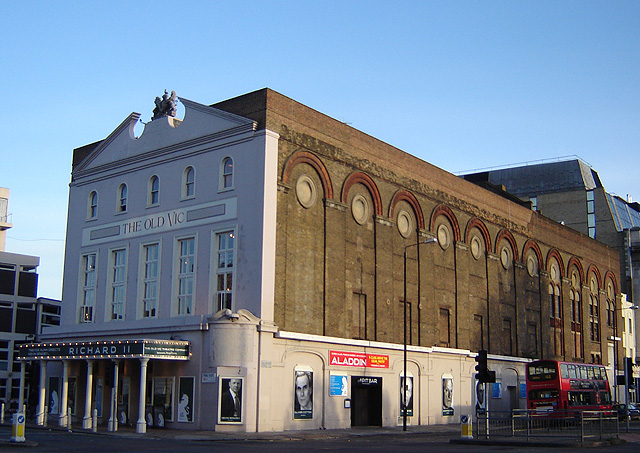
Old Vic Theatre

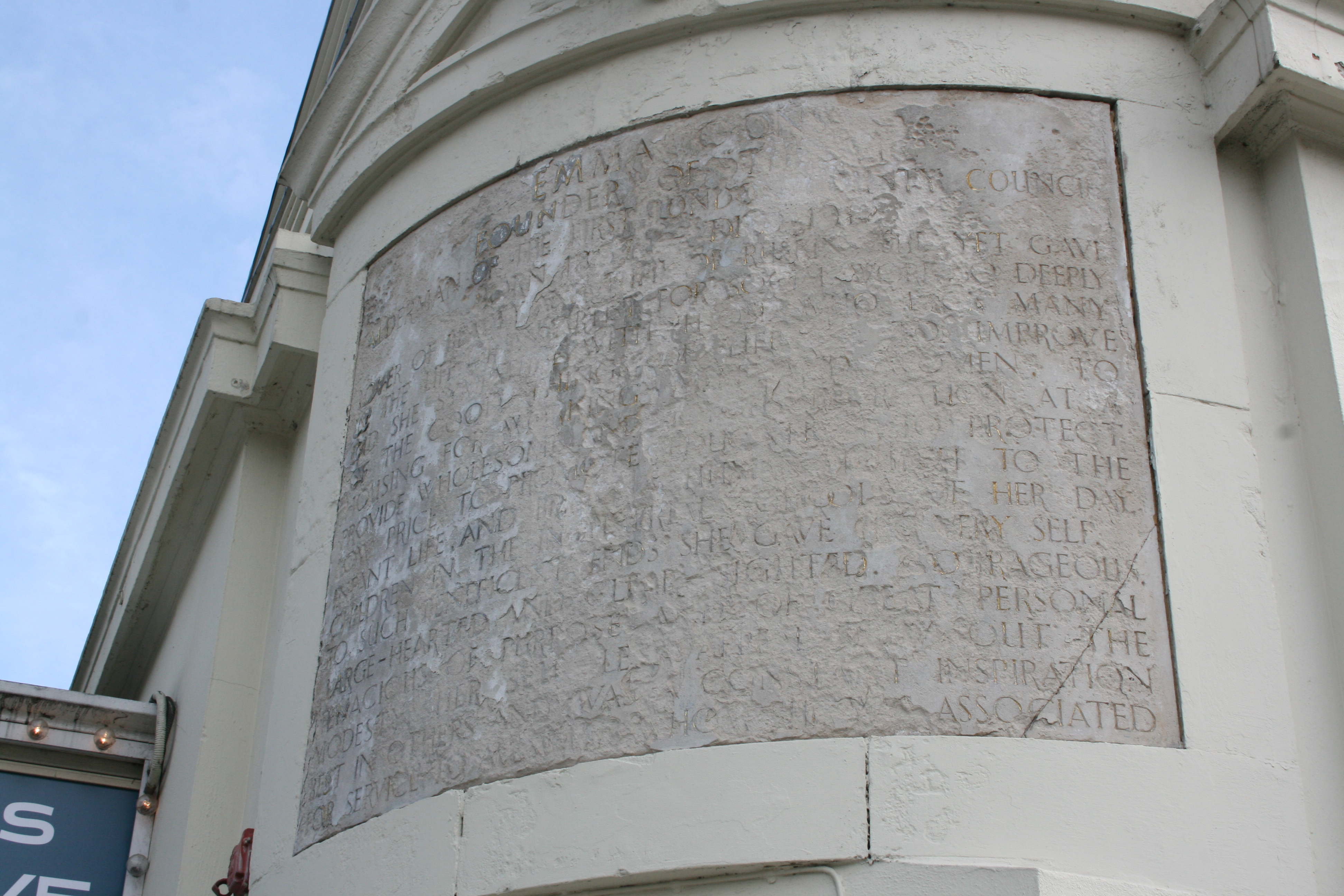
Gedenkplakette für Cons am Old Vic Theatre (vor der Restaurierung 2017)

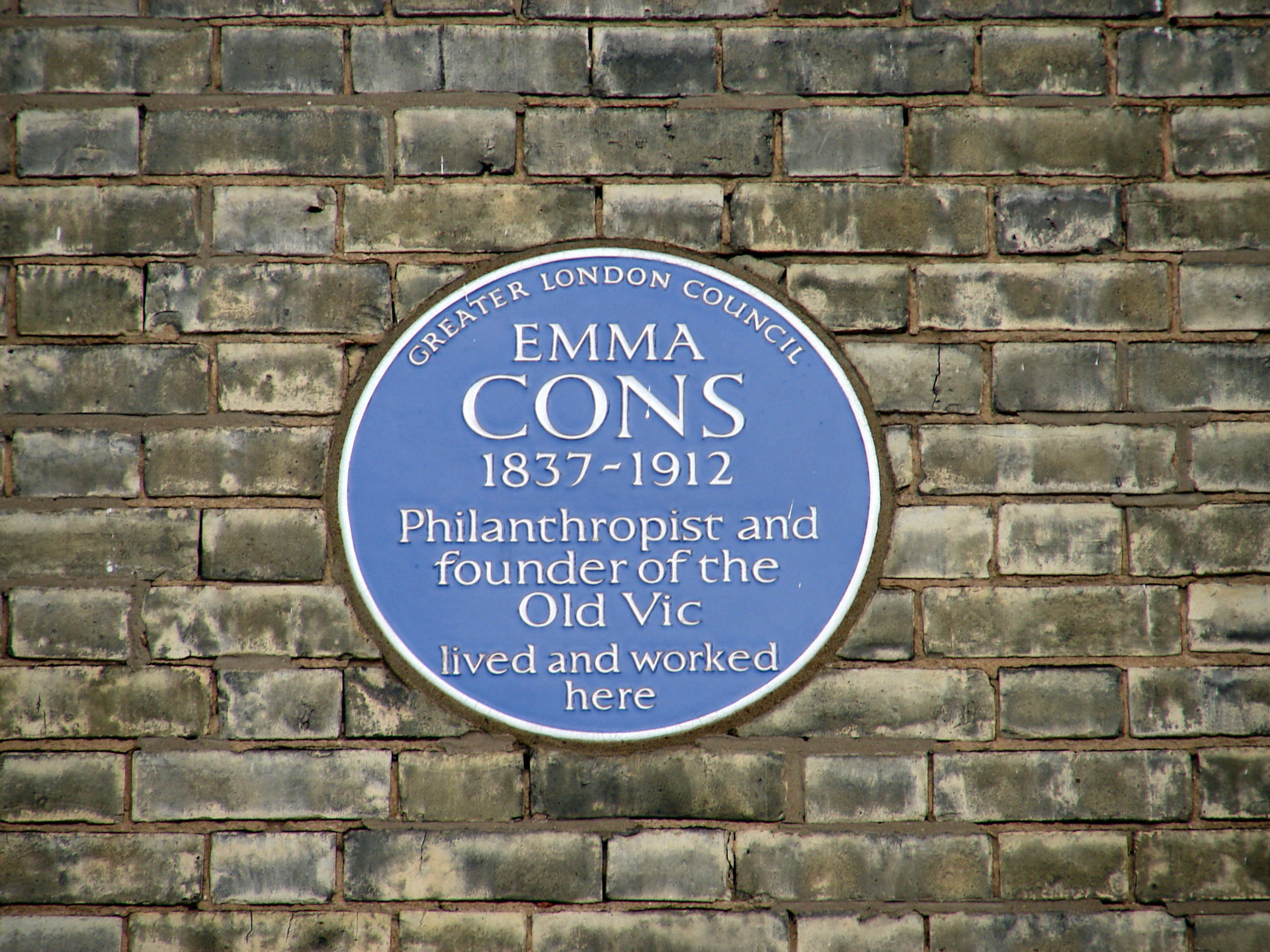
Blue Plaque für Emma Cons, Marylebone, London

Im Jahr 1880 eröffnete Cons das heutige Old Vic Theatre in Lambeth im Süden Londons, als Royal Victoria Coffee and Music Hall neu. Es war „ein billiges und anständiges Vergnügungslokal mit strenger Abstinenz“. Durch diese Initiative brachte sie zum Beispiel die Stücke von William Shakespeare und auch Opern zu Menschen der Arbeiterklasse. 1882 begann Samuel Morley, Unternehmer und Philanthrop, sich für die Angelegenheiten des Theaters zu interessieren, und wurde 1884 Mitglied des Vorstandes. Er steuerte einen großen Geldbetrag bei, und sein geschäftlicher Rat war von großem Wert. Aus Vorlesungen am Old Vic entwickelte sich das Morley College für berufstätige Männer und Frauen, das von Morley mitfinanziert wurde.
1896 verbrachte Cons ihre Herbstferien auf Zypern, um geflüchteten Armeniern zu helfen, die vor der Verfolgung in der Türkei geflohen waren. Im Jahr 1908 war Cons, im Namen der South London Dwellings Company, die erste Frau, die in der Wirtschaftsvereinigung Institute of Directors sprach.
Emma Cons starb am 24. Juli 1912 an einer Hirnblutung im Haus ihrer Freundin Ethel Everest, der Tochter von George Everest, in Kent.
Ihre Nichte, Lilian Baylis (1874–1937) und ihre Schwester Ellen Cons (1840–1920) übernahmen ihre Aufgaben im Old Vic.
Gedenktafeln zu Ehren von Emma Cons befinden sich vor dem Old Vic an der Ecke Waterloo Road und in der Bar im Untergeschoss. Auf der Gedenktafel an der Waterloo Road, die 1929 von der Herzogin von York enthüllt wurde, steht: 

„Emma Cons, Founder of „The Vic“, Alderman of the First London County Council. Born 1837. Died 1912. Lover of beauty, and pupil of Ruskin, she yet gave up the life of an artist for social work, so deeply did she sympathise with those who lack many of the good things of life. To improve housing for working men and women, to provide wholesome and joyous recreation at a low price, to promote education, to protect infant life, and to bring a human touch to the children in the industrial schools of her day. To such beneficent ends she gave her very self. Large-hearted and clear-sighted, courageous, tenacious of purpose and of great personal modesty, her selfless appeal drew out the best in others and was a constant inspiration for service to all with whom she was associated.“

„Emma Cons, Gründerin von „The Vic“, Alderman des ersten Londoner Bezirksrats. Geboren 1837. Gestorben 1912. Als Liebhaberin der Schönheit und Schülerin von Ruskin gab sie ihr Leben als Künstlerin auf, um sich der sozialen Arbeit zu widmen, so sehr sympathisierte sie mit denjenigen, denen es an vielen guten Dingen des Lebens mangelt. Sie bemühte sich um die Verbesserung der Wohnverhältnisse für arbeitende Männer und Frauen, um eine gesunde und freudvolle Freizeitgestaltung zu einem niedrigen Preis, um die Förderung der Bildung, um den Schutz des kindlichen Lebens und um eine menschliche Note für die Kinder in den Industrieschulen ihrer Zeit. Für solche wohltätigen Zwecke gab sie sich selbst her. Großherzig und klarsichtig, mutig, zielstrebig und von großer persönlicher Bescheidenheit, zog sie mit ihrer selbstlosen Anziehungskraft das Beste aus anderen heraus und war eine ständige Inspiration für den Dienst an allen, mit denen sie in Verbindung stand.“

Eine weitere Blue Plaque wurde vom Greater London Council an der Hauswand von 136 Seymour Place in Marylebone angebracht, wo Cons lebte und arbeitete.